# カゴメ
カゴメ株式会社（英: KAGOME CO.,LTD.）は、愛知県名古屋市中区と東京都中央区に本社を置く日本の食品・飲料・調味料の大手総合メーカーである。ブランド・ステートメントは、「自然を、おいしく、楽しく。」。

## 概要
創業者の蟹江一太郎が1899年に名古屋の農業試験場の佐藤杉右衛門からトマトの種子を譲り受けてトマトの栽培を開始。その数年後、トマトが豊作でダブついた時にトマトの保存を兼ねて国産トマトソースの製造に踏み切る。幾度となく失敗を重ね、1903年に国産トマトソースの製造に成功、1906年に愛知県東海市の自宅の裏に工場を竣工し、本格的トマトソースの製造を開始。その後1909年にはトマトケチャップとウスターソースを製造し、やがて業績を上げるようになる。
トマト加工事業では国内最大手としてその名を知られており、1933年に国内初のトマトジュースを発売、同社の根幹を支える製品として、現在に至るまで発売され続けている。1966年にはガラス瓶ではなく合成樹脂製チューブに入れたトマトケチャップを世界で最初に発売した。また野菜ジュースや植物性乳酸菌飲料などの健康系飲料も早くから手がけてきた。かつては自動販売機飲料事業にも参入するも、2000年頃に全面撤退した。
株主を大事にする企業としても知られ、同社では個人株主のことを「ファン株主」と呼んでいる。定期的に工場や直営農園の見学や、健康応援セミナーといった「対話と交流の会」が催されている。

2001年より「株主10万人構想」と銘打ち、個人株主を積極的に募ってきた結果、2011年3月時点での株主総数のうち、その約99.5％が個人株主となっている。
全国8ケ所に直営農園を所有しており、そこで作られたトマトは、スーパーでも販売されるという農産企業の面も持つ。このうち農園と工場がある長野県諏訪郡富士見町には、隣接地にテーマパーク「カゴメ野菜生活ファーム富士見」がある。
名古屋と東京にそれぞれ本社を置く。名古屋の本社には登記上の本店と経理部、情報システム部を残し、商品の企画・開発やマーケティングなど、社内全般の管理業務は東京本社で行われている。
社内にはカゴメのジュースの商品が入った冷蔵庫があり、社員は全て無料で飲むことができる。
過去に静岡県と山梨県を販売エリアに持つペプシコーラのボトリング会社であった。静岡工場は元々ペプシコーラの製造工場で、かつては富士見工場でもペプシ缶製品の製造を行なっていた。

## 商標と社名の由来
蟹江は大日本帝国陸軍を現役除隊する際に、上官から「農業をやるなら、洋野菜をやりなさい」と助言を受けて、これが当時まだ珍しかったトマト作りを開始するきっかけになった。その恩を忘れないために、陸軍の象徴である五芒星を商標として使おうと考えていたが、イメージが陸軍と直結するために許可されなかった。このため、六角の星に改変したが「星型は認められない」という理由で却下された。そこで、三角形を二つ組み合わせ六芒星にすることで、これが収穫時に使う籠を編んだときの目（籠目）印であるということで商標が認められた。

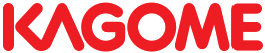
松永真デザイン

1963年（昭和38年）4月1日には、社名をカゴメとし、商標は籠目のついたトマトマークとなった。1983年（昭和58年）4月1日に現在のロゴが制定され、商標から籠目とトマトマークは姿を消した。2003年4月1日からのロゴにはトマトが描かれている。黄色は「光・果実」、緑は「自然・野菜・さわやかさ・やすらぎ」、赤は「太陽・トマト・エネルギー」を象徴している。
こども遊びの歌、「かごめかごめ」が由来ではない。しかし、カゴメ製品である野菜ジュースのCMソングに「かごめかごめ」の替え歌が使用されたことがある。この「かごめかごめ」はサウンドロゴに使用されている。

## 沿革
- 1899年（明治32年） - 創業者の蟹江一太郎が西洋野菜の栽培に着手、最初のトマトの発芽を見る[2]。
- 1903年（明治36年） - トマトソース（トマトピューレ）の製造を開始[2]。
- 1906年（明治39年） - 知多郡荒尾村（後の知多郡上野町荒尾。現在の東海市荒尾町）西屋敷に工場を建設、トマトソースの本格的生産に入る。
- 1908年（明治41年） - トマトケチャップ、ウスターソースの製造を開始[2]。
- 1914年（大正3年） - 成田源太郎、蟹江友太郎と共同出資し、愛知トマトソース製造合資会社を設立[2]。資本金3千円。
- 1923年（大正12年） - 株式会社化し、愛知トマト製造株式会社となる[2]。資本金50万円
- 1933年（昭和8年） - トマトジュースの発売を開始[2]。
- 1934年（昭和9年） - 愛知食糧品製造株式会社を合併して資本金100万円とする。
- 1947年（昭和22年） - 倍額増資をして資本金200万円とする。
- 1948年（昭和23年） - 増資をして資本金500万円とする。
- 1949年（昭和24年） - 愛知県の物流企業5社（愛知トマト製造株式会社、愛知罐詰興業株式会社、滋賀罐詰株式会社、愛知商事株式会社、愛知海産興業株式会社）と合併、名古屋に愛知トマト株式会社を設立[2]。この年開設された東京連絡所を東京出張所に改称。
- 1950年（昭和25年） - 増資をして資本金3千万円とする。
- 1951年（昭和26年） - 東京出張所を東京支店に改称。
- 1953年（昭和28年） - 東京支店新社屋完成。増資をして資本金8千万円とする。
- 1954年（昭和29年） - 資本金1億円となる。九州出張所（現九州支店）開設。とんかつソース発売。
- 1956年（昭和31年） - トマトジュース200gビンを東京支店、大阪支店にて発売。
- 1957年（昭和32年） - 小坂井工場完成（愛知県宝飯郡小坂井町）。
- 1958年（昭和33年） - アルミチューブの100g入りケチャップ発売。
- 1959年（昭和34年） - トマトペースト発売。
- 1960年（昭和35年） - 売上高30億円台に乗る。札幌連絡所（現北海道支店）開設。
- 1961年（昭和36年） - 仙台出張所（現東北支店）開設。栃木工場（現那須工場）完成。
- 1962年（昭和37年） - 名古屋本社新社屋完成。本社営業部販売課を分離し名古屋支店開設。研究所を名古屋市中区大井町に開設。茨城工場完成。
- 1963年（昭和38年） - 商号をカゴメ株式会社に変更[2]、トマトマーク制定（4月1日）。増資をして資本金7億円とする。愛知トマト株式会社（現カゴメ不動産）設立。
- 1964年（昭和39年） - チリソース、トマトソース発売。
- 1966年（昭和41年） - 売上高100億円台に乗る。世界で初めてプラスチックチューブ入りケチャップ発売。
- 1967年（昭和42年） - 台湾カゴメ（株）設立。
- 1968年（昭和43年） - 富士見工場完成（長野県諏訪郡富士見町）。
- 1969年（昭和44年） - リンゴジュース、ミカンジュース発売。
- 1970年（昭和45年） - 大阪万国博に蒸気機関車クラス17号を協賛出展
- 1971年（昭和46年） - 本社機能の一部（総合企画室、宣伝部門他）を東京へ移転。蟹江一太郎会長死去。カゴメ興業株式会社設立（現カゴメ物流サービス）。
- 1972年（昭和47年） - 東京本部を開設[2]。カゴメ初の独自開発トマト「カゴメ70」が誕生[8]。「カゴメ劇場」スタート。
- 1973年（昭和48年） - 売上高200億円台に乗る。野菜ジュース販売。
- 1974年（昭和49年） - 売上高300億円台に乗る。カゴメ記念館（上野工場）完成。サンフランシスコ駐在員事務所開設
- 1975年（昭和50年） - 営業、生産、管理の3本部制採用。売上高400億円台に乗る。東海飲料（株）の工場を買収し、岡部工場（静岡工場）開設。
- 1976年（昭和51年） - 名証二部に上場[2]。売上高500億円台に乗る。増資をして資本金17億円とする。東京本部、東京支店、東京都中央区東日本橋二丁目20番地東京カゴメビルへ移転。
- 1977年（昭和52年） - 売上高600億円台に乗る。
- 1978年（昭和53年） - 名証一部に指定替え（9月）および東証一部に上場（11月）[2]。以降、主力のトマトケチャップなどの調味料、トマトジュースや野菜ジュースなどの飲料販売で実績を伸ばし、近年は冷凍食品や生鮮野菜など、食品事業にも進出。
- 1979年（昭和54年） - 総合研究所完成。シーズンパックの新野菜ジュース発売。
- 1983年（昭和58年） -  ロゴマークを「KAGOME」へ変更（4月1日）。
- 1986年（昭和61年） - 「フルーツ村」を販売開始。翌年、食品ヒット大賞、優秀賞[9]。
- 1991年（平成3年） - 東京本部を東京本社と改称[2]。
- 2002年（平成14年） - 経営建て直しを図っていた雪印乳業から、子会社の乳製品事業会社「雪印ラビオ」（旧・雪印ローリー）の株式を100%取得して完全子会社化。
- 2003年（平成15年） - 「雪印ラビオ」を「カゴメラビオ」に改称。乳酸菌飲料、デザート事業へも参入。同年4月1日にロゴマークを再変更。
- 2007年（平成19年） - アサヒビールと業務・資本提携。
- 2009年（平成21年） - 子会社であるカゴメラビオを吸収合併。
- 2010年（平成22年） - 「六条麦茶」ブランドをアサヒ飲料へ譲渡[10]。
- 2011年（平成23年） - カルビーおよびロート製薬と合同で公益財団法人みちのく未来基金を設立。
- 2012年（平成24年） - Holding da Industria Transformadora do Tomate, SGPS S.A.を連結子会社化。タイ王国にOSOTSPA KAGOME CO.,LTD.を設立。トマトジュース発売80年。
- 2013年（平成25年） - 中国で生鮮トマトの生産・販売を始めると発表[11]。合弁会社「可果美紅梅（寧夏）農業」を設立。
- 2014年（平成26年）
  - 国産加工用トマトを使った「カゴメトマトジュースプレミアム」の取組みが「フード・アクション・ニッポン アワード2014」大賞を受賞。株主数20万人突破。
  - 名古屋駅において、トマト料理レストラン「TRAZIONE NAGOYA with KAGOME」を開業。
- 2015年（平成27年） - 米国Preferred Brands International, Inc.社を子会社化。
- 2016年（平成28年） - 山梨県北杜市に高根ベビーリーフ菜園を設立。ポルトガルにカゴメアグリビジネス研究開発センターを設立。
- 2017年（平成29年） - カゴメで働く管理栄養士による専門チーム 「野菜と生活 管理栄養士ラボ」を立ち上げ。アフリカのセネガル共和国にカゴメセネガル社設立。
- 2019年（平成31年・令和元年） - 創業120周年。
- 2019年（平成31年） - 子会社のカゴメ物流サービスと味の素物流、ハウス物流サービス（一部事業）、F-LINE、九州F-LINEが事業統合し、新生F-LINEとなる。なお、存続会社は味の素物流サービスで、カゴメの出資比率は22%[12]。
- 2022年（令和4年） - 建て替えにより新しい名古屋本社ビル（新カゴメビル）が完成。

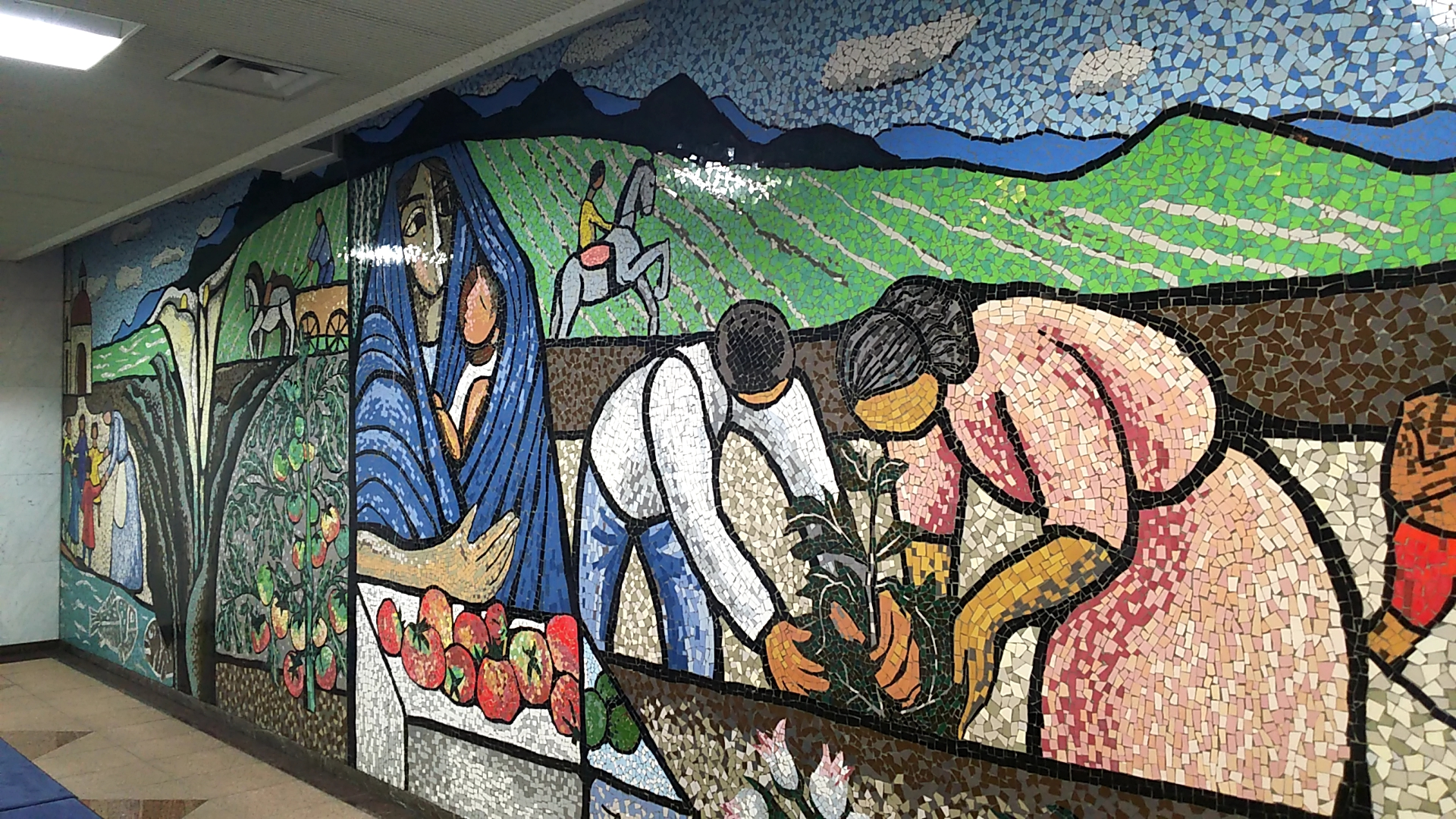
カゴメ本社にある北川民次壁画「TOMATO」。
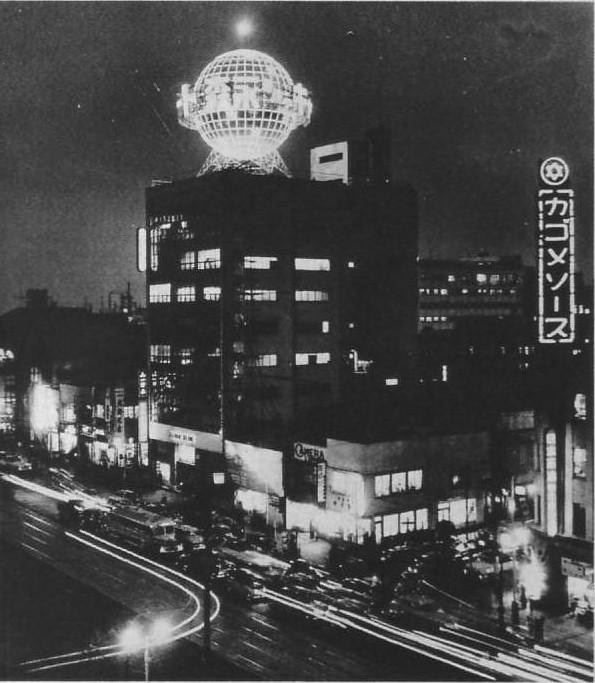
右は1950年代銀座にあったカゴメソースのネオン看板。左は森永製菓のネオン塔。
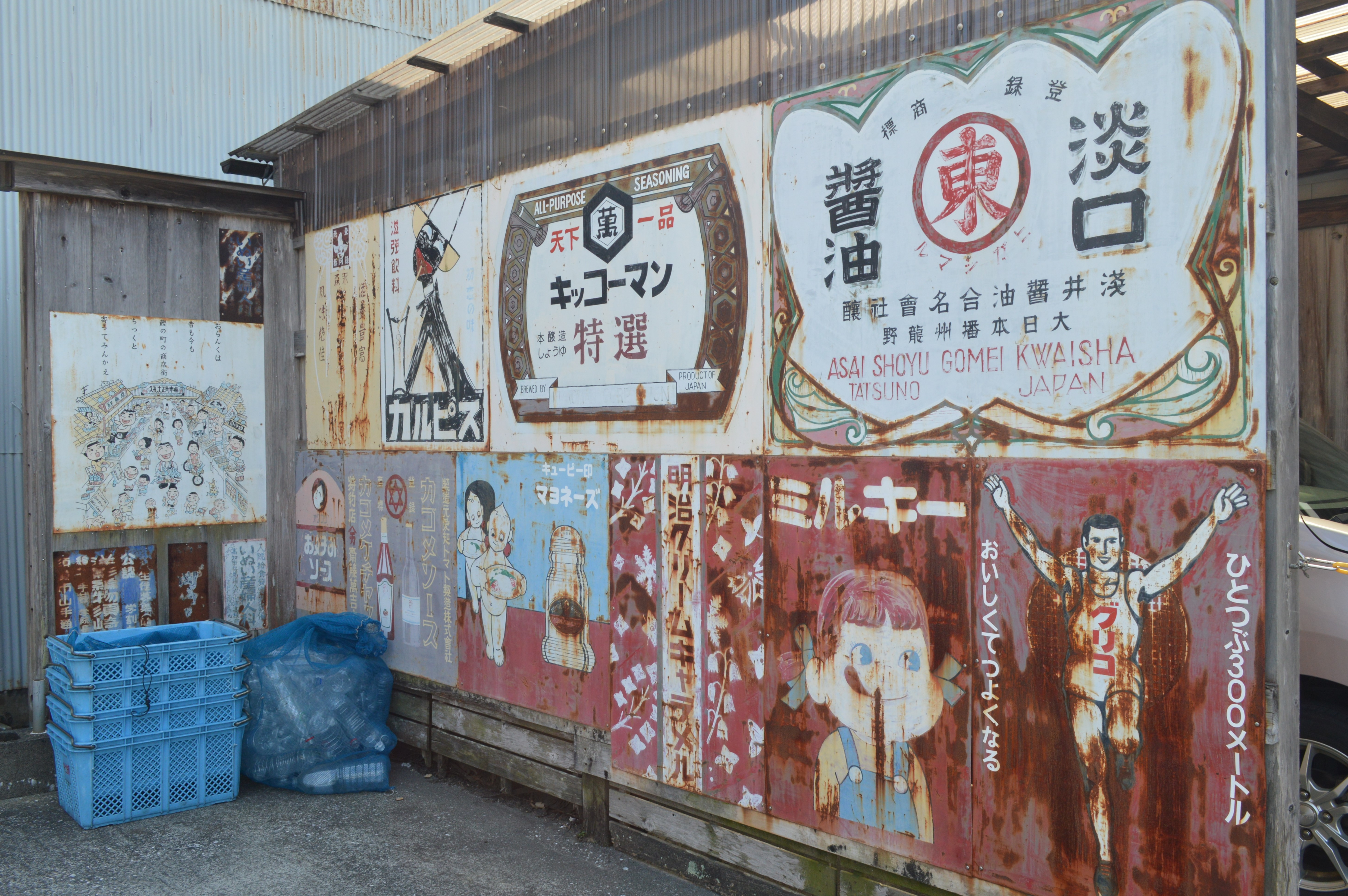
高知県久礼お宮さん通り商店街のホーロー看板。中央にカゴメソース
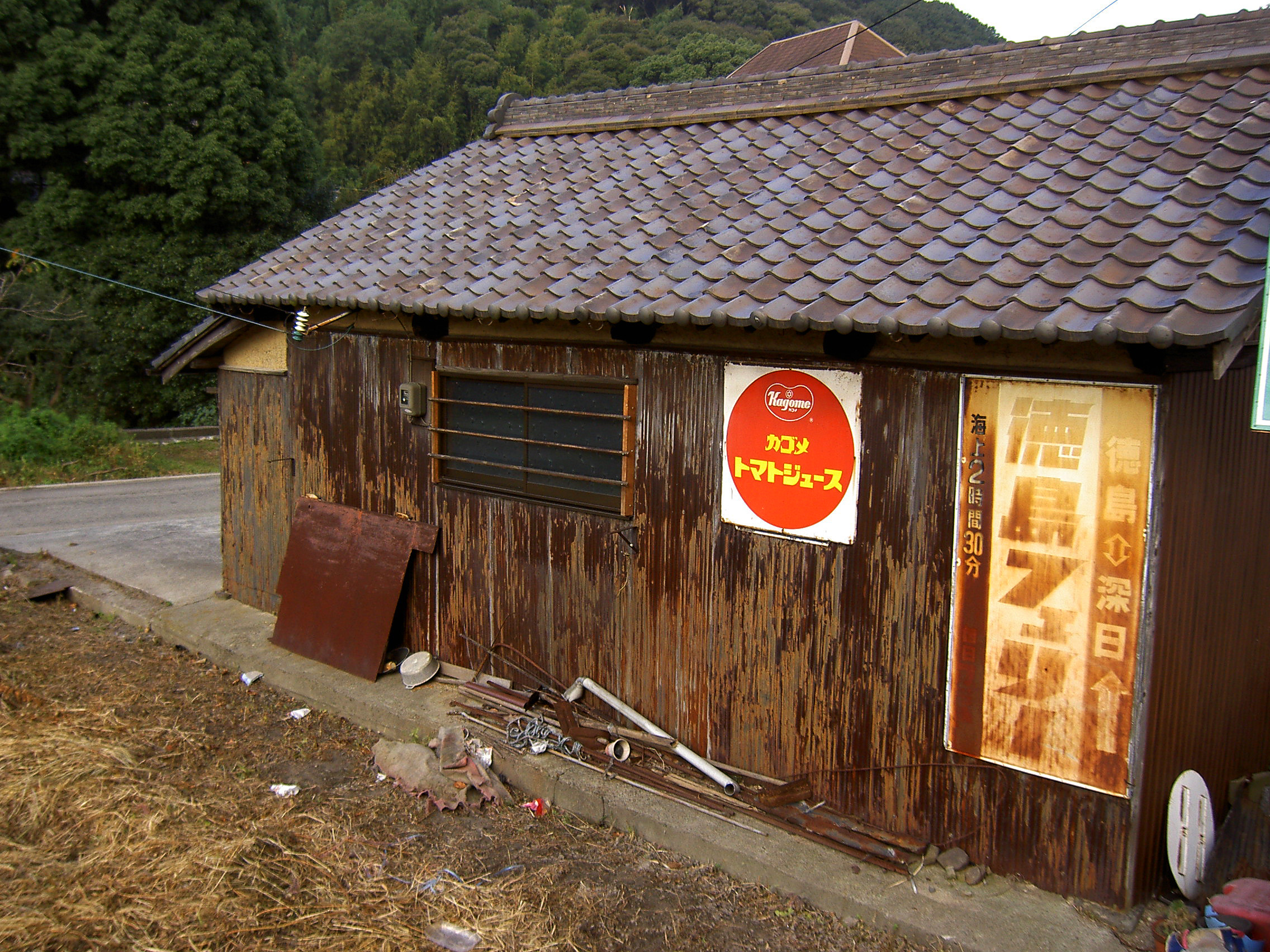
徳島にあるトマトジュースの看板
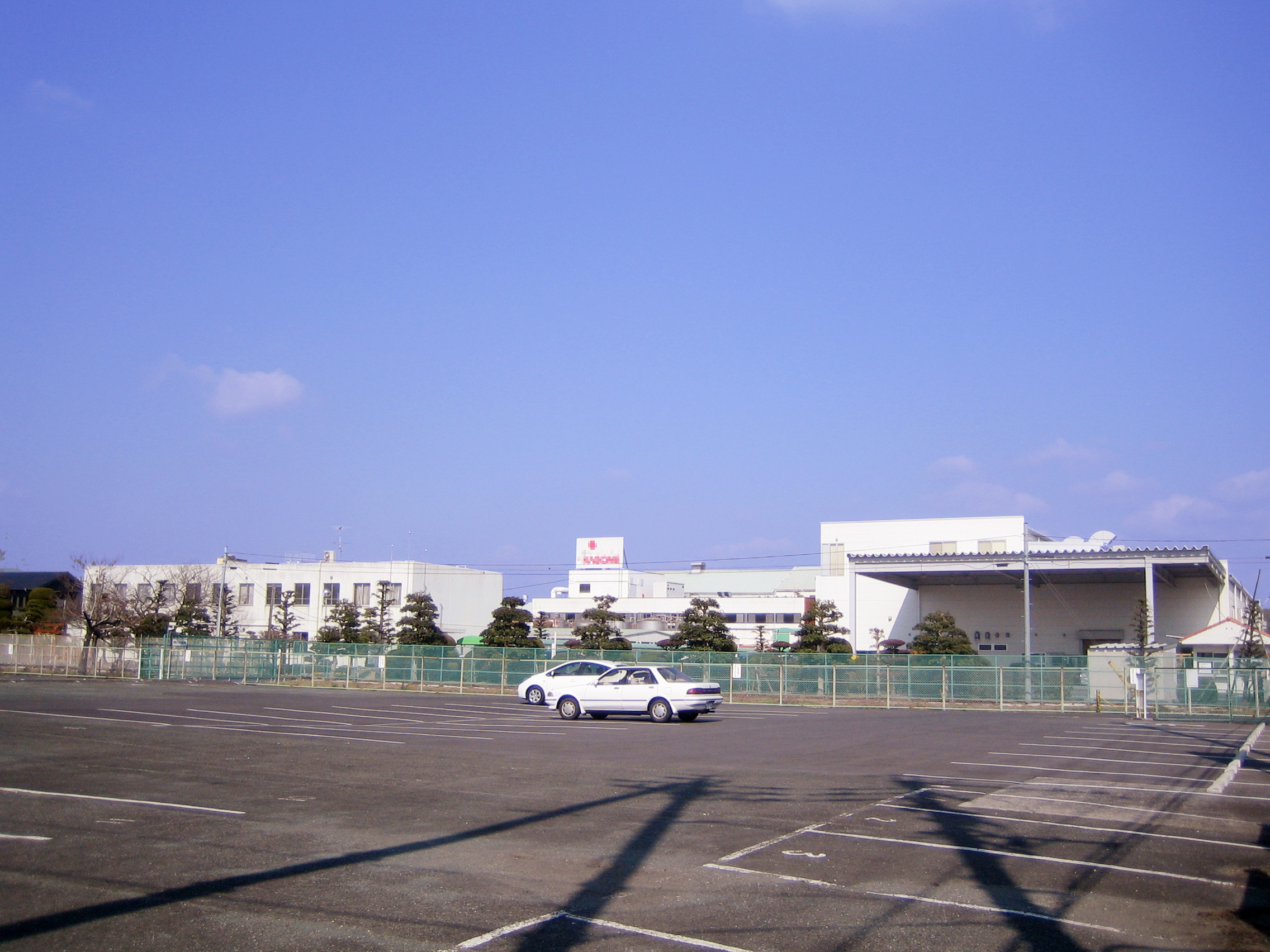
愛知県にあるカゴメ小坂井工場
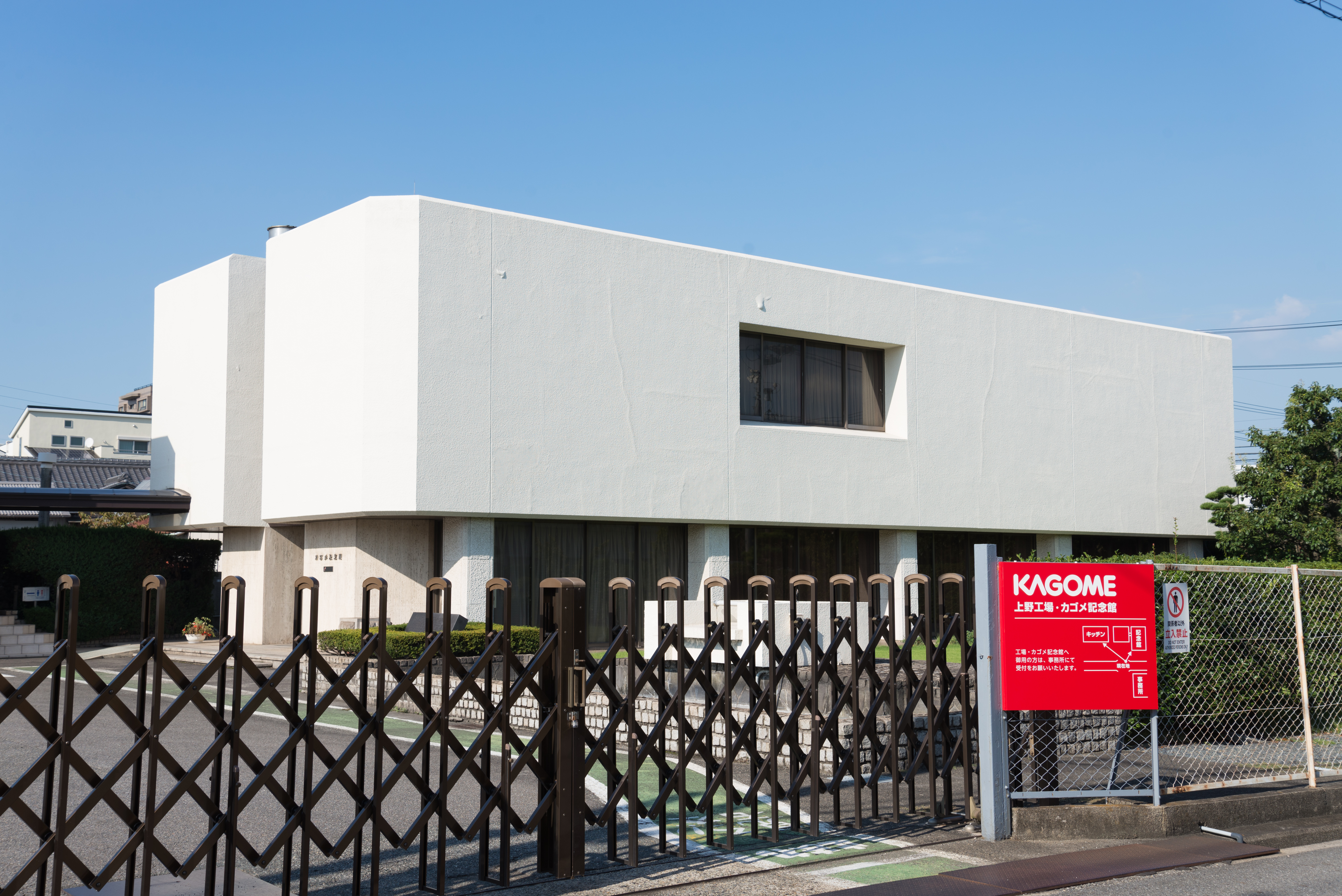
カゴメ記念館
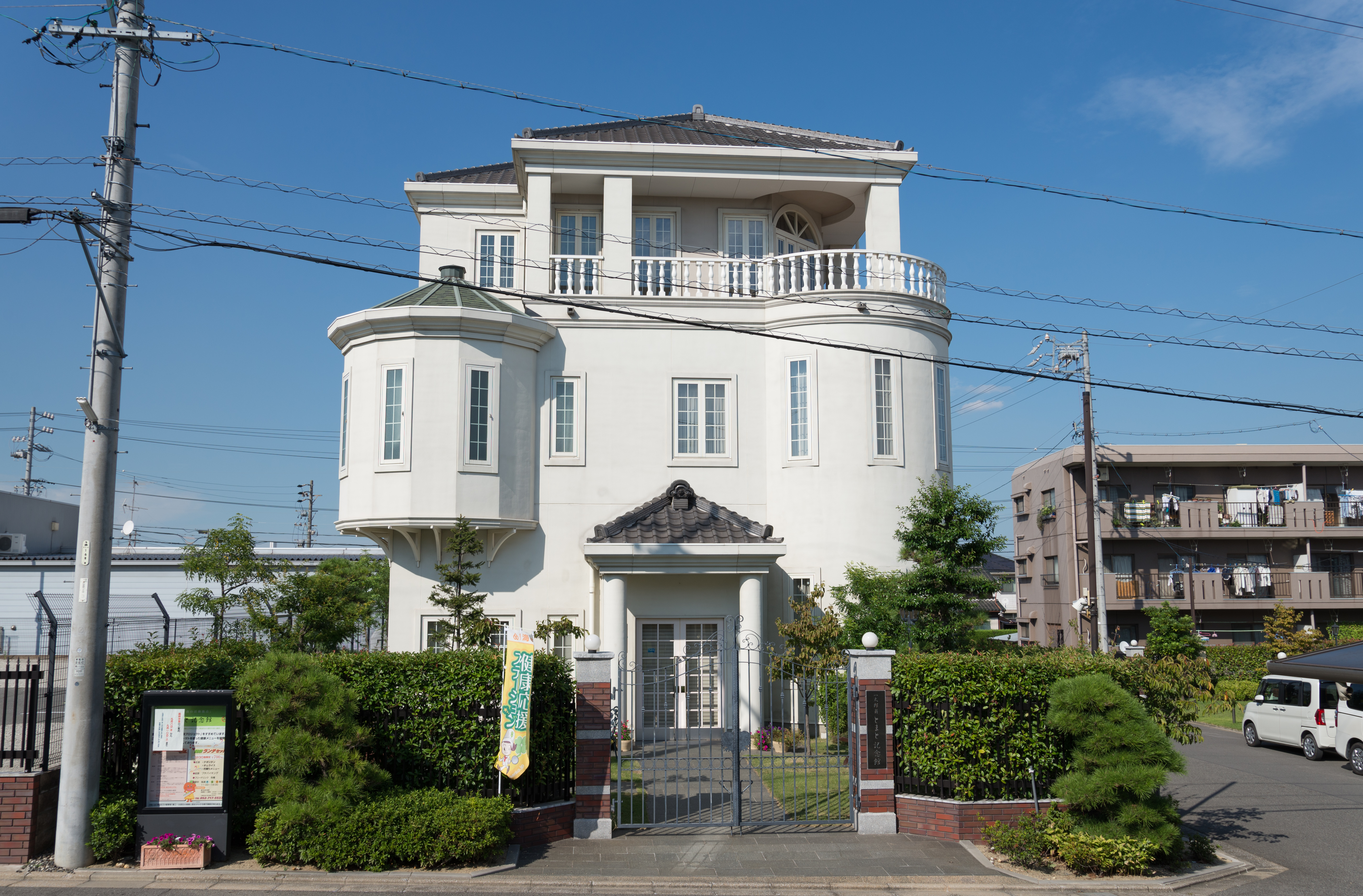
一太郎翁とまと記念館

## 歴代社長
愛知トマト製造社長
- 蟹江一太郎：1923年 - 1949年

愛知トマト社長
- 蟹江一太郎：1949年 - 1962年
- 蟹江一忠：1962年 - 1963年

カゴメ社長
- 蟹江一忠：1963年 - 1979年
- 小島要治：1979年 - 1982年
- 蟹江英吉：1982年 - 1991年
- 蟹江嘉信：1991年 - 1996年
- 伊藤正嗣：1996年 - 2002年
- 喜岡浩二：2002年 - 2009年
- 西秀訓：2009年 - 2013年
- 寺田直行：2014年 - 2019年
- 山口聡：2020年 - 現職

## 関連企業
- カゴメアクシス株式会社 - 旧カゴメ不動産[13]。
- カゴメアグリフレッシュ株式会社
- いわき小名浜菜園株式会社
- 株式会社八ヶ岳みらい菜園
- 響灘菜園株式会社
- カゴメ野菜生活ファーム株式会社
- KAGOME INC.（U.S.A.）
- 台湾可果美股份有限公司
- F-LINE株式会社 - 旧カゴメ物流サービス。2019年4月、食品メーカー5社の物流事業を統合し設立。
- マルトモ株式会社 - 大手鰹節メーカー。2013年10月16日に基本業務提携を結んだ。
- カゴメラビオ株式会社 - 2009年3月1日、カゴメに吸収合併。
- 可果美（杭州）食品有限公司 - 精算。

## 商品

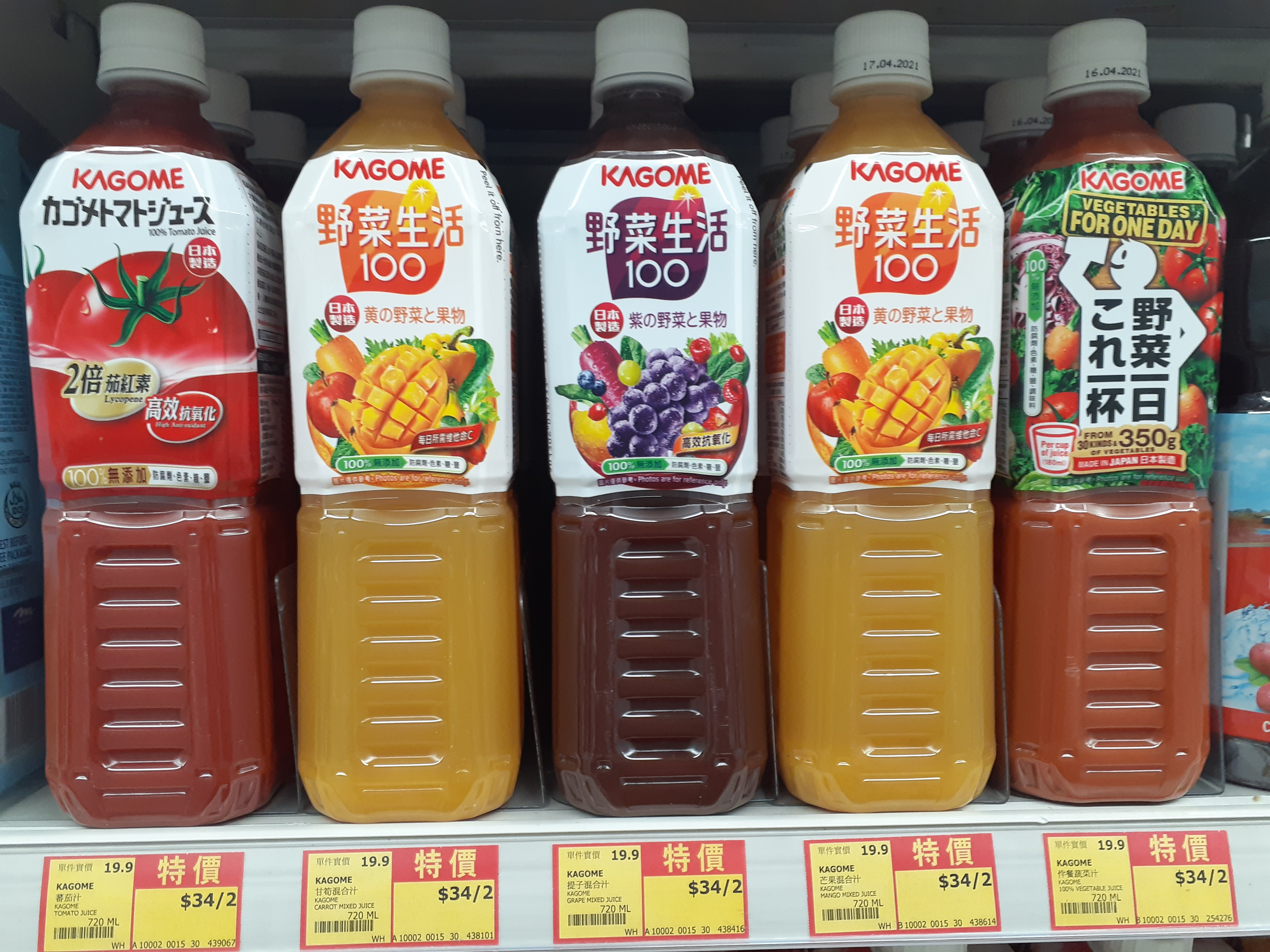
カゴメのジュース（2020年）

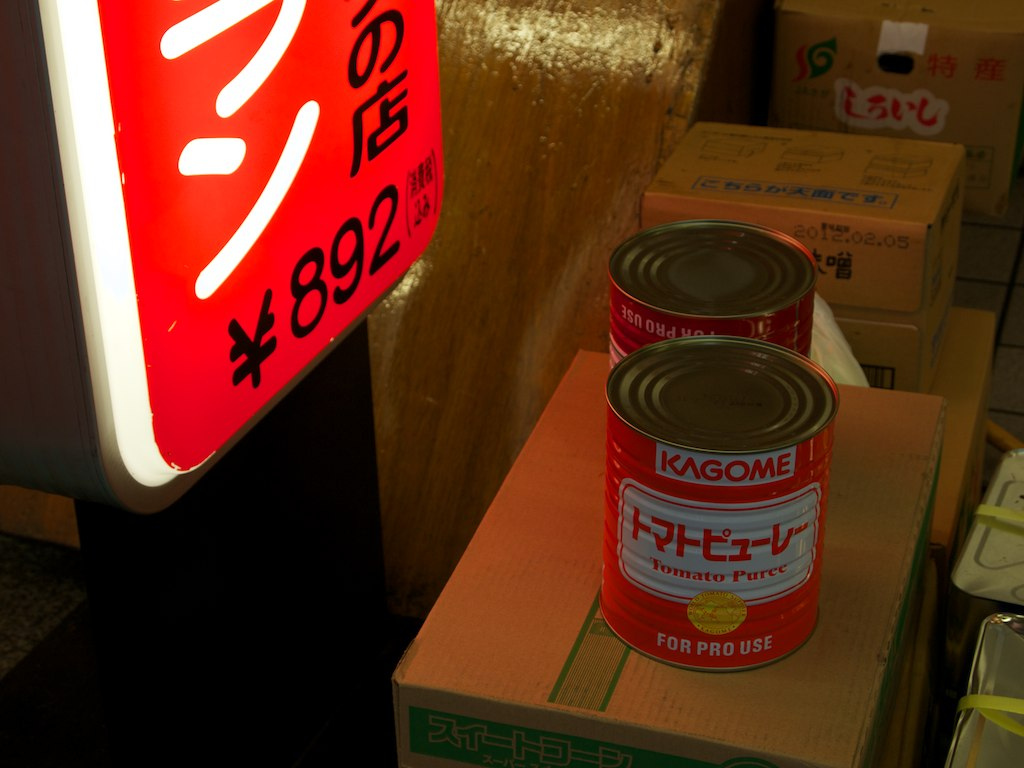
業務用トマトピューレ（2011年）

- 飲料
  - カゴメ・野菜生活100
  - 野菜一日これ一本
  - カゴメトマトジュース
  - カゴメ野菜ジュース
  - 植物性乳酸菌ラブレ

- 食品
  - カゴメトマトケチャップ
  - カゴメトマトピューレー
  - カゴメ基本のトマトソース
  - 醸熟ソース
  - 甘熟トマト鍋スープ

## 広報活動

### 提供番組

#### 現在
- テレビ（2022年10月現在）
  - 種から植えるTV（テレビ東京・一社提供）2022年4月3日放送から提供開始。3年半ぶりのレギュラー提供となる。その他は週替わりが主である。
- ラジオ
  - 2022年10月現在、無し。

#### 過去
- テレビ
  - わんぱく問答（日本テレビ・一社提供）
  - モグモグGOMBO（日本テレビ・一社提供）
  - それは秘密です!!（日本テレビ）
  - エンタの神様（日本テレビ）
  - 天才!志村どうぶつ園（日本テレビ）
  - 検定ジャポン（フジテレビ）
  - (株)世界衝撃映像社（フジテレビ）
  - 釣りロマンを求めて（テレビ東京）
  - 金曜ロードショー（日本テレビ）
  - 主治医が見つかる診療所（テレビ東京）
  - 世界ウルルン滞在記（毎日放送）
  - 平成ふしぎ探検隊（朝日放送）
  - たけしの万物創世紀（朝日放送）
  - FNNスーパータイム（フジテレビ）
  - 人志松本の○○な話（フジテレビ）
  - いい旅・夢気分（テレビ東京）
  - サラダ十勇士トマトマン（テレビ東京・TVQ共同制作）
  - JNNニュースコープ（TBS）・平日内のKAGOME天気予報（関東ローカル）※土曜は独立番組として放送。
  - JNNニュースの森・平日（TBS）
  - サンデーわいわいワイドショー（TBS）
  - ゲーム・ゲーム・ショー（TBS）
  - 家族そろって歌合戦（TBS、初期）
  - やる気満々（TBS）
  - 月曜ロードショー（TBS）
  - がっちりマンデー!!（TBS）
  - ここがヘンだよ日本人（TBS）
  - 金曜テレビの星!（TBS）
  - ザ・イロモネア（TBS）
  - ちびまる子ちゃん（フジテレビ）
  - サザエさん（フジテレビ）
  - 土曜スペシャル（テレビ東京）
  - めざましテレビ（フジテレビ）
  - 情報プレゼンター とくダネ!（フジテレビ）
  - 〜あらゆる世界を見学せよ〜潜入!リアルスコープ（フジテレビ）
  - ソロモン流（テレビ東京）
  - UMKニュース（テレビ宮崎）
  - めざましどようび（フジテレビ）
  - にじいろジーン（関西テレビ）
  - 日曜ビッグバラエティ（テレビ東京）
  - 野菜を愉しむ 畑レストラン（テレビ東京・一社提供）
  - 踊る!さんま御殿!!（日本テレビ）
  - はねるのトびら（フジテレビ）
  - 火9ドラマ（フジテレビ、2005年4月 - 2007年3月）日産自動車から引き継いだ。後継は伊藤園に交代。
  - クイズ!ヘキサゴンII（フジテレビ）
  - 土曜プレミアム（同上、フジテレビ、2007年4月 - 2008年9月）オリコから引き継いだ。後継は三菱電機→NTTドコモ→SMBCコンシューマーファイナンスとサッポロビール→カーコンビニ倶楽部→SUBARU に交代。
  - 食イズ吉本（関西テレビ・一社提供）
  - 嗚呼!バラ色の珍生（日本テレビ）
  - 人生が変わる1分間の深イイ話（日本テレビ、2009年4月 - 2012年9月）
  - ダウンタウンDX（読売テレビ、2010年4月 - 2012年9月）
  - 行列のできる法律相談所（日本テレビ、2011年4月 - 2013年9月）
  - ザ!鉄腕!DASH!!（同上、2012年10月 - 2014年9月）野村證券から引き継いだ、2013年4月からは60秒。カルビーから引き継いだ。後継は日産自動車と任天堂。
  - 潜入!リアルスコープ→同Z→同ハイパー（フジテレビ系、2011年4月 - 2012年9月）
  - おいしい畑びより（同上、2012年4月 - 9月）
  - しまじろう ヘソカ（テレビ東京）
  - あのニュースで得する人損する人（日本テレビ系、2014年4月 - 9月）
  - ズームイン!!サタデー（同上、2014年4月 - 9月）キョーリン製薬グループから引き継いだ、後継はナブテスコ。
  - ZIP!（日本テレビ・隔日6時半ネットセールス枠）※2017年4月3日放送より2018年9月24日まで。ソニー損保から引き継いだ。後継はアイリスオーヤマ。

- ラジオ
  - 井上順・真理ヨシコのホイホイルーム（ニッポン放送） - 一社提供
  - 追跡 カゴメ plesents べジライフ（中西哲生のクロノス内）（JFN系列・月曜）

現在、スポットCMなどでTVCMを流している。

### CM出演者
現在
- 緑黄色社会（野菜生活100）
- 博多華丸（野菜一日これ一本）
- 芳根京子（畑生まれのやさしいミルク）
- ダルビッシュ有（アーモンド・ブリーズ）[14]
- ローラ（アーモンド・ブリーズ）[14]

過去
- 吉永小百合（ラブレ）
- 山崎静代（ラブレ）
- 松田龍平（ラブレ light）
- 黄川田将也（体内環境正常化委員会）
- 草野仁（体内環境正常化委員会）
- 山崎弘也（体内環境正常化委員会）
- 原田郁子（2002年 ベジオ）
- 多岐川裕美（トマト&レモン）
- はるな愛（トマレピ!）
- 篠原涼子（野菜生活100）
- 山崎まさよし（野菜生活100）
- 上地雄輔（野菜生活100）
- 上野樹里（野菜生活100）
- 高島彩（野菜生活100 Silky Soy）
- 芦田愛菜（野菜生活100、甘熟トマト鍋）
- 井上真央（野菜飲料シリーズ）
- 塚本高史（野菜飲料シリーズ）
- 松井秀喜
- 志村けん（あっさり焼肉）（フルーツ村）
- 少年隊
- 榊原郁恵
- 藤本義一・統紀子夫妻
- 鷹野和美（毎日飲む野菜）
- AKB48（野菜一日これ一本） - 野菜シスターズ、バランス戦隊ベジレンジャーに扮している。
- 東出昌大（野菜一日これ一本）
- 古田新太（野菜一日これ一本）
- 平井理央（野菜一日これ一本）
- 松重豊（野菜一日これ一本）
- 加藤諒（野菜一日これ一本）
- モーニング娘。'14[注 2]（野菜一日これ一本）
- 宮崎あおい（カゴメ トマトジュース）
- 長谷川潤（GREENS）
- 山﨑賢人（野菜生活100）
- 黒島結菜（野菜生活Peel&Herb）
- 白石麻衣（ラブレ）
- 長谷川潤（100%プレミアムスムージー）
- DAIGO（野菜一日これ一本）
- 四星球 (ONEDAY)
- 黒柳徹子（カゴメ トマトジュース）
- 渡哲也（カゴメ トマトジュース）
- 萩本欽一（カゴメソース）
- Travis Japan（野菜生活100）

### スポーツ
- フィランソロピー・LPGAプレイヤーズ・チャンピオンシップ - 2008年に特別協賛を務めた女子プロゴルフトーナメント。
- 横浜国際女子駅伝 - 1993年から1997年まで協賛。

### 文化活動
- カゴメ記念館 - 愛知県東海市にあるカゴメの企業博物館。
- 一太郎翁とまと記念館 - 愛知県東海市に完成したカゴメの創業者蟹江一太郎の孫である蟹江嘉信が私財を投じ建設した記念館。
- カゴメ劇場 - 同社主催で上演される子供向けミュージカル。30年余りの歴史を持つ。

## テレビ番組
- 日経スペシャル カンブリア宮殿（テレビ東京）
  - トマトを極め続けて110年! 農家と共に歩むカゴメ 強さの秘密（2013年8月29日）- カゴメ社長 西秀訓出演[15]。
  - トマトの会社から野菜の会社へ カゴメ健康ビジネスの全貌（2022年8月18日）- カゴメ 社長 山口聡出演[16][17]。